# Wilhelm Kahmann
Wilhelm Kahmann (* 7. Januar 1893; † 27. Juli 1963) war ein deutscher Journalist, Verleger und Kommunalpolitiker.

## Werdegang
Kahmann legte 1922 an der Wirtschafts- und Sozialwissenschaftlichen Fakultät der Universität Köln seine Promotionsschrift vor. Er wurde politischer Redakteur der von Eduard Verhülsdonk gegründeten Rhein- und Wied-Zeitung und führte das Blatt nach dessen Aufgabe mit Hilfe von politischen und geistlichen Freunden bis Ende 1937 weiter. Nach Ende des Zweiten Weltkriegs war er Mitbegründer der Christlich Demokratischen Partei und von 1949 bis 1961 Vorsitzender des CDU-Kreisverbands Neuwied.

## Ehrungen
- 1953: Verdienstkreuz (Steckkreuz) der Bundesrepublik Deutschland